# Coquimba fissispinata
Coquimba fissispinata is een mosselkreeftjessoort. De wetenschappelijke naam van de soort is voor het eerst geldig gepubliceerd in 1963 door Benson & Coleman.